# 1868 في الأرجنتين
فيما يلي قوائم الأحداث التي وقعت خلال عام 1868 في الأرجنتين.

## سياسة

### تعيين في المنصب
- 12 أكتوبر – دومينغو فاوستينو سارمينتو رئيس الأرجنتين.

### انتهاء فترة المنصب
- 12 أكتوبر – بارتولومي ميتر رئيس الأرجنتين.

## مواليد

### مارس
- 4 أكتوبر – مارسيلو توركواتو دي الفير

### يوليو
- 20 يوليو – خوسيه فيلكس أوريبورو

### أكتوبر
- 4 أكتوبر – مارسيلو توركواتو دي الفير

## وفيات

### يناير
- 2 يناير – ماركوس باز (مواليد 1813) سياسي أرجنتيني.